# Pfronten
Pfronten é um município da Alemanha, localizado no distrito da Algóvia Oriental, na região administrativa da Suábia, estado da Baviera.
Perto de Pfronten localiza-se o castelo Burg Falkenstein.